# Bob Packwood
Robert William "Bob" Packwood, född 11 september 1932 i Portland, Oregon, är en amerikansk republikansk politiker. Han representerade delstaten Oregon i USA:s senat 1969–1995. Han avgick som senator den 1 oktober 1995 efter att senatens etikutskott hade rekommenderat att han avsätts på grund av sexuella trakasserier.

## Tidig karriär
Packwood utexaminerades 1954 från Willamette University. Han avlade 1957 juristexamen vid New York University och inledde sin karriär som advokat i Portland.

## Senator Packwood
Packwood besegrade den sittande senatorn Wayne Morse i senatsvalet 1968. Han omvaldes 1974, 1980, 1986 och 1992. Han förespråkade rätten till abort och begränsningar till rätten att bära vapen. Han röstade emot B-1 bombplanet och krävde tidigt att Richard Nixon borde ställas inför riksrätt på grund av Watergateaffären. Han profilerade sig dessutom i miljöfrågor, inte minst i frågan om naturskyddet av Hells Canyon i Oregon. Han var en ledande forespråkare för avregleringen av lastbilstransporter och motståndare till Bill Clintons försök till hälsovårdsreform.

## Packwoodaffären
The Washington Post avslöjade anklagelserna mot Packwood den 22 november 1992, några veckor efter att han hade valts till en femte mandatperiod i senaten. Kritik riktades förutom för Packwood som hade trakasserat kvinnor även mot tidningen The Oregonian som inte hade publicerat anklagelserna mot honom. Packwood hade åtta månader tidigare kysst en kvinnlig reporter för The Oregonian. Tidningen försvarade sig med att man visserligen hade hört rykten om Packwoods många kvinnoaffärer men att man inte visste om att det han hade gjort inbegrep trakasserier. Efter trakasserianklagelserna mot Packwood offentliggjordes, uppstod en skandal kring Packwoods dagbok. Medan dagboken fungerade som bevis mot Packwood själv, meddelade hans advokat att där fanns även uppgifter om två andra senatorers affärer. Detta tolkades av Packwoods motståndare som utpressning av sorten att kollegornas undersökning mot Packwood kan leda till att deras egna affärer offentliggörs. Packwood framträdde i senatens plenum och klargjorde att han inte tänkte utpressa någon men etikutskottet hade krävt dagböckerna som bevismaterial. Packwood bad om ursäkt till den del som hans sexuella aktiviteter hade varit oönskade och gick i terapi för att bli av med sitt alkoholproblem. Han avgick 1995 då alternativet var att senaten håller offentliga förhör och röstar om att avsätta honom. Ron Wyden tillträdde i februari 1996 som senator. Packwood grundade sedan lobbyingföretaget Sunrise Research Corporation.